# Сграда на Радио Охрид
Сградата на Радио Охрид (на македонска литературна норма: Зграда на Радио Охрид) е къща на чаршията в град Охрид, Северна Македония. С красивата си неокласическа източна фасада, сградата, в която от 1980 година до спирането си в 2016 година е настанено Радио Охрид, е обявена за значимо културно наследство на Северна Македония.

## Архитектура
Сградата е разположена на чаршийската улица „Свети Климент Охридски“ № 4, близо до площад „Крушевска република“ със Стария чинар. Изградена е в началото на XX век от непознати майстори в неокласически стил. Сградата се състои от приземие, етаж и мансарда. Прозорците са разделени на полета. В средата на централната източна фасада, на етажа има характерен балкон с парапет от ковано желязо, подпрян на конструктивни и декоративни вути също от ковано желязо. По цялата височина на приземието има пиластри, на етажа има декорация около прозорците и над балконските врати, които са централно поставени. На ъглите на етажа има скромни пиластри без капители. Над приземието и етажа на източната фасада има декоративни профилирани хоризонтални венци, докато на южната няма венец над приземието. На мансардата има тавански прозорци със скромно декорирани триъгълни тимпанони.
Градежът е масивен с носещи зидове от цяла тухла, а междуетажната и покривната конструкция са дървени. Първоначалните функции на помещенията са дюкяни на приземието и жилищни на етажа и мансардата. От запад има отделен вход за жилищната част.
През есента на 2015 година с пари на Министерството на културата фасадата на сградата е цялостно реставрирана и консервирана. През юли 2016 година Радио Охрид спира излъчването си.